# Летняя Универсиада 2023
XXXII Летняя Универсиада должна была пройти в Екатеринбурге (Россия).
Планировалось её проведение с 7 по 19 августа 2023, однако в апреле 2022 из-за вторжения России на Украину исполнительный комитет Международной федерации университетского спорта (FISU) принял решение отложить право Екатеринбурга на проведение игр. Руководитель дирекции соревнований Александр Чернов заявил, что это не перенос из Екатеринбурга, это перенос на более поздний срок, который будет определён в ноябре 2022. Генеральный директор компании-генподрядчика «Синара-Девелопмент» заверил, что компания выполнит взятые на себя обязательства и спортивные объекты будут обязательно вовремя построены и введены в эксплуатацию.
В мае 2022 года FISU приняла решение провести в 2023 году Летнюю Универсиаду 2021 в китайском Чэнду, которая ранее неоднократно откладывалась.
1 июня 2022 Минспорт РФ сообщил, что прорабатывает формат соревнований для студентов в Екатеринбурге в 2023 году.
17 октября 2022 года распоряжением № 345-рп было утверждено проведение в 2022 и 2023 годах, российско-китайского сотрудничества в области физической культуры и спорта, в рамках которых предусматривается проведение в г. Екатеринбурге Международного фестиваля университетского спорта с участием университетских команд из государств — участников БРИКС, ШОС и СНГ. Соревнования будут проводиться с 19 по 31 августа 2023 года.

## Место проведения
Город был единственным кандидатом на проведение Универсиады. Решение о проведении Универсиады было принято 2 июля 2019 года перед открытием летней Универсиады в Неаполе. До этого Россия (с учётом СССР) принимала две летние Универсиады в 1973 (Москва) и 2013 годах (Казань). Также один раз Россия принимала и зимнюю Универсиаду в Красноярске в 2019 году.
Указ президента Российской Федерации о подготовке к проведению Универсиады подписан 2 января 2020 года и опубликован 4 января 2020 года.

## Федеральный оргкомитет
Федеральный оргкомитет сформирован 16 сентября 2019 года.
Глава оргкомитета — зампредседателя Правительства РФ Ольга Голодец.
Заместители — министр спорта России Павел Колобков, губернатор Свердловской области Евгений Куйвашев, президент Российского студенческого спортивного союза Сергей Сейранов.
В состав также входят представители федеральных министерств, ведомств и представители Свердловской области.
В оргкомитет решением главы Правительства также включены представители бизнес-сообщества Урала — руководство УГМК-Холдинга, Русской медной компании, Трубной металлургической компании, ЧТПЗ, Сима-Ленда.
директор Департамента культуры, спорта, туризма и национальной политики правительства РФ Денис Молчанов, заместитель министра здравоохранения РФ Олег Гриднев.

## Региональный оргкомитет
Региональный оргкомитет сформирован 24 октября 2019 года указом губернатора Свердловской области N 506-УГ
Председатель регионального организационного комитета — губернатор Свердловской области Куйвашев Евгений Владимирович
Заместитель председателя регионального организационного комитета (по согласованию) — глава Екатеринбурга Высокинский Александр Геннадьевич
Заместитель председателя регионального организационного комитета (по согласованию) — ректор федерального государственного автономного образовательного учреждения высшего образования «Уральский федеральный университет имени первого Президента России Б. Н. Ельцина» Кокшаров Виктор Анатольевич
Заместитель председателя регионального организационного комитета — первый Заместитель Губернатора Свердловской области Орлов Алексей Валерьевич
Секретарь регионального организационного комитета — министр физической культуры и спорта Свердловской области Рапопорт Леонид Аронович.
26 января 2023 года указ N 506-УГ от 24.10.2019 был отменен.

## Виды спорта
Соревнования пройдут по 18 видам спорта

Обязательные виды: 
- Стрельба из лука
- Спортивная гимнастика
- Лёгкая атлетика
- Баскетбол
- Волейбол
- Прыжки в воду
- Водное поло
- Фехтование
- Бадминтон
- Дзюдо
- Художественная гимнастика
- Плавание
- Настольный теннис
- Теннис
- Тхэквондо

Дополнительные виды (выбраны российской стороной): 
- Бокс
- Регби-7
- Самбо

## Спортивные объекты
Новые спортивные объекты
- УГМК-арена
- Дворец самбо. Срок сдачи — 2023 год.
- Дворец дзюдо. Срок сдачи — 2023 год.
- Дворец водных видов спорта — 2023 год.
- Академия тенниса «Гринвич» — уже в эксплуатации.
- Центр художественной гимнастики. Срок сдачи — 2022 год.
- Футбольное поле с беговыми дорожками на территории деревни
- Спортивный центр «Уральской футбольной академии»
- Академия волейбола имени Николая Карполя. Срок сдачи — 2020 год.

Готовые спортивные объекты
- «Екатеринбург Арена»
- Стадион «Калининец»
- «Екатеринбург-Экспо»
- Академия единоборств РМК
- Стадион УрФУ
- Футбольное поле «Урал»
- Футбольное поле «Химмаш»
- Легкоатлетический манеж «Урал»
- Дворец спорта УГМК
- Ледовая арена им. А. А. Козицына
- КРК «Уралец»
- Большой бассейн «Юность»
- Спортивный гимнастический зал «Юность»

## Деревня
Деревня находится на территории перспективного района Новокольцовский города Екатеринбурга и будет находиться в непосредственной близости с Екатеринбург-Экспо.
В деревне будут проживать 11585 человек. Этажность зданий — 15. Общая площадь жилой площади — 230000 м². Размещение — 2 и 3 человека.

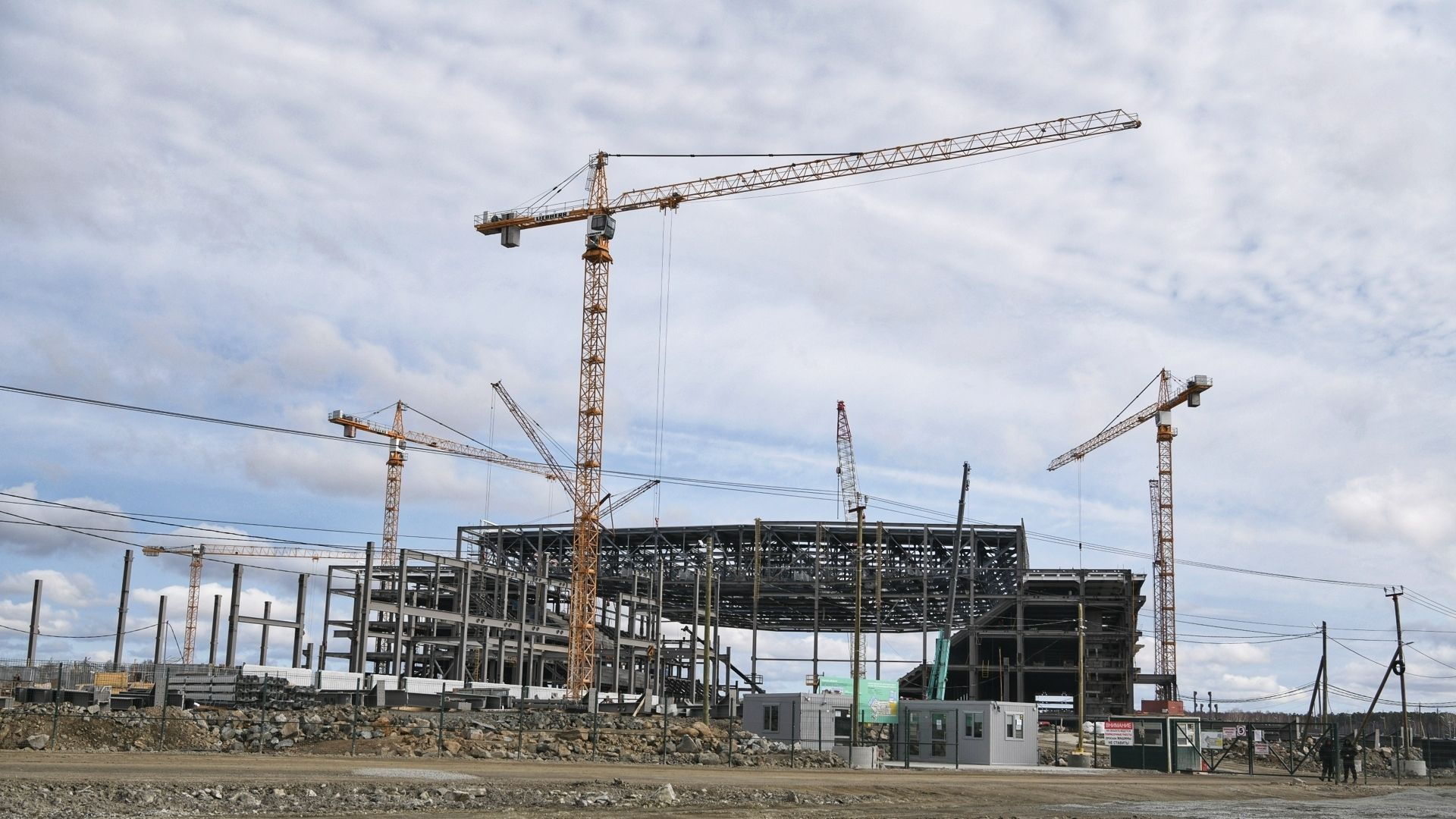
Строительство Дворца водных видов спорта в Екатеринбурге, 2021 год

На территории деревни будут построены медицинский центр площадью 7911 м², общественный центр площадью 32000 м², офисы делегаций, прачечные.
Дополнительно будут возведены учебные корпус института экономики и управления площадью 52415 м², корпус института информационных технологий УрФУ площадью 65200 м², специализированный учебно-научный центр с учебными корпусами и общежитиями площадью 68 635 м².
13 мая 2020 года и. о. председателя Правительства Российской Федерации Андрей Белоусов утвердил единственным застройщиком территории деревни компанию АО «Синара-Девелопмент».
26 декабря 2022 года получено разрешение на ввод в эксплуатацию общежитий № 1 и 2.
13 апреля 2023 года был открыт Дворец водных видов спорта.

## Логотип
Логотип Универсиады выбирается конкурсом. В создании талисмана участвуют только графические дизайнеры и Логотип.
Конкурс проходил в пять этапов:
- Март 2020 — Процесс открыт для представления логотипов.
- Апрель 2020 — Процесс представления логотипов закрыт.
- 6 июля 2020 — 24 Агентства представили дизайн логотипа.
- 7 августа 2020 — Предварительный просмотр логотипа мероприятия в социальных сетях.[18].
- 18 сентября 2020 — презентация логотипа на Ural Music Night. Lorein, Казанское агентство выиграло конкурс у 23 других агентств.[19]

В состав жюри конкурса вошли:
- Алиса Прудникова, руководитель стратегических проектов Государственного музея изобразительных искусств имени Пушкина.
- Александр Файфман, генеральный продюсер телеканала Первый канал.
- Виктория Викторовна, актриса.
- Фёдор Сергеевич, кинорежиссёр, продюсер, сценарист и актёр.
- Игорь Гурович, академик Российской академии графического дизайна.
- Федор Тельков, фотограф и исследователь Урала.
- Максим Уразов, директор департамента физической культуры и массового спорта Министерства спорта Российской Федерации.
- Александр Чернов, генеральный директор Игр.

## Талисман
Талисман Универсиады выбирается путем проведения конкурса. В создании талисмана участвуют только студенты.
Конкурс проходит в шесть этапов:
- 25 января 2020 года — голосование за выбор персонажей для конкурса[20]. В шорт-лист попали 12 вариантов талисмана[21] — бурый медведь, северный олень, енотовидная собака, чёрный аист, соболь, волк, лиса, лось, кабан, ящерица и собирательные образы Серебряное копытце и малахит.
- 27 апреля 2020 года — старт конкурса по разработке талисмана[22].
- 18 мая 2020 года — окончание приема работ.
- 27 мая — 3 июня 2020 года — голосование жюри.
- Лето 2020 года — доработка дизайнов-победителей.
- Осень 2020 года — презентация талисманов.

В жюри конкурса вошли:
- Евгений Куйвашев, губернатор Свердловской области.
- Анжелика Тиманина, заслуженный мастер спорта России, экс-капитан сборной России по синхронному плаванию, член национальной сборной по серфингу.
- Сергей Светлаков, российский актёр кино и телевидения, телеведущий, продюсер, сценарист.
- Ксения Корнева, российская актриса, участница юмористического проекта «Шоу Уральские Пельмени».
- Сергей Карякин, российский автогонщик, победитель ралли «Дакар-2017» и серебряный призёр ралли «Дакар-2020».
- Марат Нуриев, генеральный директор Технопарка высоких технологий Свердловской области.
- Сергей Айнутдинов, заслуженный художник Российской Федерации, режиссёр, сценарист, художник анимационного кино и карикатурист.

## Культурный блок
Впервые в истории проведения Универсиады в программу будет включен культурный блок. Его включили по инициативе губернатора Свердловской области Евгения Куйвашева. К стандартным видам спорта будут добавлены конкурсы по паблик-арту, сценическим движениям и танцам, а также музыке и вокалу. Культурную программу представили на оргкомитете генассамблеи Международной федерации студенческих видов спорта (FISU).